# ETTU Champions League 2012/13
Die ETTU Champions League der Männer 2012/13 war die 15. Austragung der ETTU Champions League, die von der European Table Tennis Union (ETTU) veranstaltet wird. Im Hauptfeld des Wettbewerbes nahmen zwölf Mannschaften teil. Gazprom Fakel Orenburg aus Russland gewann das Turnier und konnte damit den Titel des Vorjahres verteidigen.

## Turniermodus
Gespielt wurde in vier Gruppen zu je drei Mannschaften. Es spielte zweimal Jeder gegen Jeden. Die besten zwei Mannschaften je Gruppe erreichten das Viertelfinale. Die gesamte K.O.-Runde inklusive Finale wurde mit Hin- und Rückspiel ausgetragen.

## Vorrunde

### Gruppe A
| Platz | Mannschaft             | Spiele | Sätze | Punkte |
| ----- | ---------------------- | ------ | ----- | ------ |
| 1     | Gazprom Fakel Orenburg | 4      | 12:4  | 8      |
| 2     | 1. FC Saarbrücken      | 4      | 8:9   | 5      |
| 3     | GV Hennebont           | 4      | 4:12  | 5      |

| Datum         | Heimmannschaft         | Gastmannschaft         | Ergebnis |
| ------------- | ---------------------- | ---------------------- | -------- |
| 7. Sep. 2012  | Gazprom Fakel Orenburg | GV Hennebont           | 3:1      |
| 23. Sep. 2012 | 1. FC Saarbrücken      | Gazprom Fakel Orenburg | 2:3      |
| 5. Okt. 2012  | GV Hennebont           | 1. FC Saarbrücken      | 0:3      |
| 16. Nov. 2012 | GV Hennebont           | Gazprom Fakel Orenburg | 0:3      |
| 30. Nov. 2012 | Gazprom Fakel Orenburg | 1. FC Saarbrücken      | 3:1      |
| 21. Dez. 2012 | 1. FC Saarbrücken      | GV Hennebont           | 2:3      |

### Gruppe B
| Platz | Mannschaft                | Spiele | Sätze | Punkte |
| ----- | ------------------------- | ------ | ----- | ------ |
| 1     | Chartres ASTT             | 4      | 12:3  | 8      |
| 2     | TTF Liebherr Ochsenhausen | 4      | 9:7   | 6      |
| 3     | SKK El Nino Prag          | 4      | 3:12  | 4      |

| Datum         | Heimmannschaft            | Gastmannschaft            | Ergebnis |
| ------------- | ------------------------- | ------------------------- | -------- |
| 7. Sep. 2012  | TTF Liebherr Ochsenhausen | SKK El Nino Prag          | 3:1      |
| 7. Sep. 2012  | Chartres ASTT             | TTF Liebherr Ochsenhausen | 3:1      |
| 4. Okt. 2012  | SKK El Nino Prag          | Chartres ASTT             | 0:3      |
| 5. Nov. 2012  | SKK El Nino Prag          | TTF Liebherr Ochsenhausen | 2:3      |
| 30. Nov. 2012 | TTF Liebherr Ochsenhausen | Chartres ASTT             | 2:3      |
| 21. Dez. 2012 | Chartres ASTT             | SKK El Nino Prag          | 3:0      |

### Gruppe C
| Platz | Mannschaft            | Spiele | Sätze | Punkte |
| ----- | --------------------- | ------ | ----- | ------ |
| 1     | AS Pontoise-Cergy TT  | 4      | 7:6   | 6      |
| 2     | Werder Bremen         | 4      | 7:7   | 6      |
| 3     | UMMC Verkhnaya Pyshma | 4      | 7:8   | 6      |

| Datum         | Heimmannschaft        | Gastmannschaft        | Ergebnis |
| ------------- | --------------------- | --------------------- | -------- |
| 7. Sep. 2012  | Werder Bremen         | AS Pontoise-Cergy TT  | 3:0      |
| 23. Sep. 2012 | UMMC Verkhnaya Pyshma | Werder Bremen         | 1:3      |
| 4. Okt. 2012  | AS Pontoise-Cergy TT  | UMMC Verkhnaya Pyshma | 1:3      |
| 16. Nov. 2012 | AS Pontoise-Cergy TT  | Werder Bremen         | 3:0      |
| 30. Nov. 2012 | Werder Bremen         | UMMC Verkhnaya Pyshma | 1:3      |
| 21. Dez. 2012 | UMMC Verkhnaya Pyshma | AS Pontoise-Cergy TT  | 0:3      |

### Gruppe D
| Platz | Mannschaft           | Spiele | Sätze | Punkte |
| ----- | -------------------- | ------ | ----- | ------ |
| 1     | Borussia Düsseldorf  | 4      | 12:6  | 8      |
| 2     | SVS Niederösterreich | 4      | 11:5  | 6      |
| 3     | Borgia Grodzisk      | 4      | 2:12  | 4      |

| Datum         | Heimmannschaft       | Gastmannschaft       | Ergebnis |
| ------------- | -------------------- | -------------------- | -------- |
| 7. Sep. 2012  | Borussia Düsseldorf  | Borgia Grodzisk      | 3:1      |
| 20. Sep. 2012 | SVS Niederösterreich | Borussia Düsseldorf  | 2:3      |
| 5. Okt. 2012  | Borgia Grodzisk      | SVS Niederösterreich | 0:3      |
| 16. Nov. 2012 | Borgia Grodzisk      | Borussia Düsseldorf  | 1:3      |
| 30. Nov. 2012 | Borussia Düsseldorf  | SVS Niederösterreich | 3:2      |
| 21. Dez. 2012 | SVS Niederösterreich | Borgia Grodzisk      | 3:0      |

## K.O.-Runden

### Viertelfinale
Die Viertelfinals fanden vom 8. bis 11. bzw. 14. bis 17. Februar statt.
|                        | Gesamt |                           | Hinspiel | Rückspiel |
| ---------------------- | ------ | ------------------------- | -------- | --------- |
| Gazprom Fakel Orenburg | 6:1    | TTF Liebherr Ochsenhausen | 3:1      | 3:0       |
| SVS Niederösterreich   | 4:5    | AS Pontoise-Cergy TT      | 1:3      | 3:2       |
| Chartres ASTT          | 6:3    | 1. FC Saarbrücken         | 3:2      | 3:1       |
| Werder Bremen          | 3:6    | Borussia Düsseldorf       | 2:3      | 1:3       |

### Halbfinale
Die Halbfinals fanden am 8. und 11. bzw. am 22. und 25. März statt.
|                        | Gesamt |                      | Hinspiel | Rückspiel |
| ---------------------- | ------ | -------------------- | -------- | --------- |
| Gazprom Fakel Orenburg | 6:2    | AS Pontoise-Cergy TT | 3:0      | 3:2       |
| Chartres ASTT          | 4:4    | Borussia Düsseldorf  | 3:1      | 1:3       |

### Finale
Die Finalspiele fanden am 12. und 26. April statt.
|                        | Gesamt |               | Hinspiel | Rückspiel |
| ---------------------- | ------ | ------------- | -------- | --------- |
| Gazprom Fakel Orenburg | 4:4    | Chartres ASTT | 1:3      | 3:1       |

#### Hinspiel
| Mannschaften | Chartres ASTT | Gazprom Fakel Orenburg | 1:3 |
| ------------ | ------------- | ---------------------- | --- |
| Einzel 1     | Gao Ning      | Vladimir Samsonov      | 3:1 |
| Einzel 2     | Pär Gerell    | Dimitrij Ovtcharov     | 1:3 |
| Einzel 3     | Robert Gardos | Alexei Smirnow         | 1:3 |
| Einzel 4     | Gao Ning      | Dimitrij Ovtcharov     | 2:3 |

#### Rückspiel
| Mannschaften | Gazprom Fakel Orenburg | Chartres ASTT | 1:3 |
| ------------ | ---------------------- | ------------- | --- |
| Einzel 1     | Dimitrij Ovtcharov     | Robert Gardos | 1:3 |
| Einzel 2     | Vladimir Samsonov      | Gao Ning      | 2:3 |
| Einzel 3     | Alexei Smirnow         | Pär Gerell    | 3:0 |
| Einzel 4     | Dimitrij Ovtcharov     | Gao Ning      | 0:3 |

Bei einem Gleichstand von 4:4 Spielen musste das Satzverhältnis entscheiden, auch dort stand es allerdings mit 16:16 unentschieden. Deshalb wurde es nötig, das Punkteverhältnis hinzuzuziehen, das mit 316:312 Bällen den Ausschlag für Orenburg gab.